# Berevo
Berevo est une commune urbaine malgache située dans la partie centre-nord de la région du Menabe.